# Jリーグ準会員制度
『Jリーグ準会員制度』（ジェイリーグじゅんかいいんせいど）は1994年 - 1998年に設けられた、日本プロサッカーリーグ（Jリーグ）を目指すクラブに対し、Jリーグの正会員に準じる資格を与える制度。

## 概要
Jリーグは1993年に10クラブで発足し、以降は緩やかにエクスパンションを行う意向を持っていたが、その一方でJリーグへの参入を希望していたものの叶わず、ジャパンフットボールリーグ（以下「旧JFL」）に参加していたクラブの多くが、この時点でもJリーグ参入の意向を強く持っていたことから、日本プロサッカーリーグは当初計画の変更と対応を迫られた。
そこで生み出されたのが準会員という制度である。Jリーグでは旧JFL加盟クラブのうち、Jリーグ入会条件を満たすか、それに準ずるクラブ環境を持っているクラブに対し準会員として認めることとした。1994年から準会員のうち旧JFLで2位以内に入り、なおかつJリーグ理事会の審査によって入会に際して特に問題がない場合、Jリーグへの入会が認められた。
1995年までは準会員の入会申請は9月に行い、11月のJリーグ理事会・実行委員会の審査により準会員として認められるかを審議した。1996年からは申請期間が翌シーズンの開幕前まで延長された。
また準会員クラブに対してはJサテライトリーグ、Jリーグカップの出場権が与えられた。1996年以降準会員申請の延長がされて以降は、シーズン前のスケジュール設定に間に合わずJリーグカップに参加できないクラブがあった。
1999年にJリーグが2部制に移行し、Jリーグ ディビジョン2（J2）が準会員を含む当時Jリーグ参入意向を持っていたクラブの受け皿となったことから、準会員制度は1998年をもって終了となった。

## 準会員となったクラブ
準会員承認年や当時のチーム名はJリーグ公式サイトの Jリーグクラブ別沿革 を元にしている。またホームタウンは原則として準会員承認時のものである。
| 承認年 | クラブ名 （承認時）                      | ホームタウン   | Jリーグ 加盟年度 | 備考                                                     |
| ------ | ---------------------------------------- | -------------- | ---------------- | -------------------------------------------------------- |
| 1992年 | 日立フットボールクラブ （日立スポーツ）  | 千葉県柏市     | 1994年           | 現クラブ名：柏レイソル                                   |
| 1992年 | フジタサッカークラブ                     | 神奈川県平塚市 | 1993年           | 現クラブ名：湘南ベルマーレ                               |
| 1992年 | ヤマハフットボールクラブ                 | 静岡県磐田市   | 1993年           | 現クラブ名：ジュビロ磐田                                 |
| 1993年 | セレッソ大阪 （大阪サッカークラブ）      | 大阪府大阪市   | 1994年           |                                                          |
| 1994年 | 京都パープルサンガ                       | 京都府京都市   | 1995年           | 現クラブ名：京都サンガF.C.                               |
| 1994年 | 中央防犯FC藤枝ブルックス                 | 福岡県福岡市   | 1995年           | 現クラブ名：アビスパ福岡                                 |
| 1994年 | PJMフューチャーズ （佐賀スポーツクラブ） | 佐賀県鳥栖市   | -                | 1997年解散                                               |
| 1995年 | ブランメル仙台                           | 宮城県仙台市   | 1999年           | 現クラブ名：ベガルタ仙台                                 |
| 1995年 | ヴィッセル神戸                           | 兵庫県神戸市   | 1996年           |                                                          |
| 1996年 | コンサドーレ札幌                         | 北海道札幌市   | 1997年           |                                                          |
| 1997年 | 川崎フロンターレ                         | 神奈川県川崎市 | 1999年           |                                                          |
| 1997年 | 浜松F.C（仮称）                          | 静岡県浜松市   | -                | 本田技研工業サッカー部が母体 1997年9月に準会員資格を返上 |

- 備考
  -   1998年までにJFLの成績により正会員加盟したクラブ
  -   1998年までにJFLの成績等により正会員加盟できなかったクラブ
  -   準会員となりながら正会員加盟ができずに資格を返上、または申請を取り下げたクラブ

### 注記
1. 1 2  1993年の申請当初では運営母体、スタジアムの問題により準会員承認を保留。94年シーズン途中に承認。Jリーグカップ、サテライトリーグは不参加。
2. ↑  準会員への申請と承認は本田技研サッカー部ではなく、設立予定であった受け皿となる法人の「浜松F.C（仮称）」に対して行われた。